# L'Autre Fille
L'Autre Fille est un récit d'Annie Ernaux publié en 2011 chez NiL Éditions dans la collection Les Affranchis.

## Thème de l’œuvre
Le thème de cette œuvre parue en 2011 se retrouve dans d'autres écrits d'Annie Ernaux, comme La Place paru en 1984, Une femme paru en 1987 ou «Je ne suis pas sortie de ma nuit »   paru en 1997.
Il répond à une sollicitation de la maison d’édition (« Ecrivez la lettre que vous n’avez jamais écrite »), laissant toutefois les auteurs ainsi sollicités libres de la thématique qu'ils souhaitent ainsi aborder. Et il s’inscrit assez logiquement dans l’ensemble de l’œuvre littéraire d’Annie Ernaux où les récits autobiographiques  et autoréflexifs sont importants,. Cette œuvre se situe « au croisement de l’histoire, du social et de l’intime ».
Ce texte est consacré à un secret de famille, ou tout au moins à un non-dit entre des parents et une enfant, un fait sur lequel on avait « l'obligation de se taire ». Ce non-dit pèse sur la façon dont cette enfant peut se construire («pas facile de trouver sa place quand on remplace»), et peut-être même sur sa vocation littéraire.

## Résumé
Annie Ernaux raconte au sein de son œuvre “l’autre fille” l’absence de sa sœur morte avant sa naissance. Dès l'enfance, elle a grandi avec la sensation que l’histoire de cette sœur était une sorte de non-dit, une absence qui occupait une place centrale dans sa famille. Cet ouvrage a été écrit dans le cadre de la collection « Les Affranchis » de 2010 chez Nil, qui demandait aux auteurs d'écrire « la lettre qu'ils n'ont jamais écrite ». L’auteure nous conte ainsi, au travers d’un récit rétrospectif, la découverte de cette “autre fille” de par une conversation qu’avait sa mère avec une cliente concernant cette sœur, jusqu’à sa recherche de réponses au sein d'un livret et de sa famille. Ce texte assez court, cite également les traces de l’existence de cette sœur, ainsi que le poids induit par le « silence assourdissant » à son propos dans la relation entre l’auteure et ses parents.

## Eléments d'analyse de l'oeuvre
« Il y a l’épaisseur d’une vie dans l’œuvre. D’un être. », annonce Annie Ernaux dans une interview accordée à Pierre Bras en 2017 pour le Journal des anthropologues. Association française des anthropologues. Cette phrase, qui pourrait servir de synthèse de l’œuvre d’Annie Ernaux, est particulièrement pertinente pour analyser L’Autre fille.
En effet, dans L’Autre fille, Annie Ernaux explore avant tout la narration de soi, qui, selon Jean-Claude Kaufmann, permet de dégager le sens de sa vie en en faisant un récit. Dans L’Autre fille, l’écriture de soi constitue une tentative pour surmonter, à travers la reconstitution du passé familial, un traumatisme : celui de la découverte de l’existence de sa sœur Ginette, morte deux ans avant la naissance d’Annie Ernaux. L´Autre fille est donc le vulnérable voyage d'Ernaux vers la compréhension de ses sentiments face à la mort de sa sœur. Ce processus d’introspection implique notamment la recherche des traces matérielles et encore visibles de sa sœur (photographies, livret familial...) mais aussi les échos, par la famille ou les voisins, de l’existence de Ginette. À travers cette enquête, l’autrice renoue ainsi avec un passé familial difficile, lui permettant non seulement de repenser son identité mais aussi de se réconcilier avec celle-ci et son passé, soulignant une « une corrélation entre l'acte d'écriture et la perception du monde que la révélation du secret engendre chez la narratrice » (transcription du colloque d’Adge Tanoh Linda Danielle Épse Bah).
L’Autre fille aborde également la question sociale. En effet, le secret de l’existence de sa sœur, perçu comme un interdit de dire et de comprendre, crée une rupture, dresse un obstacle entre l’autrice et ses parents, « mais également entre son « moi » et son « soi » en contact avec l'Autre. » (Adge Tanoh Linda Danielle Épse Bah). Ce rapture prend la forme d'une « blessure “ traumatique, si nous l'envisageons à partir de l'explication du traumatisme par Freud dans son ouvrage Beyond the Pleasure Principle. Freud y explique que le traumatisme « est une brèche dans l'expérience du temps, du moi et du monde », ce qu'Ernaux a ressenti lorsqu'elle a entendu sa mère parler pour la première fois de sa sœur décédée. Dans  Recapturring, Cathy Caruth explique que le moyen de guérir un traumatisme est de l'intégrer consciemment par le langage, une compétence qu'Ernaux possédait déjà suffisamment pour transformer sa blessure en un récit de vie percutant.
Annie Ernaux utilise ainsi l’écriture, qui mêle différents genres et styles (lettre, journal intime, récit), pour transgresser cette loi du silence et reconstruire son identité, sa relation aux autres : l’écriture devient alors un outil de libération, de transformation personnelle et sociale. « Plus qu'une découverte de soi ou d'un soi dévoilé, l'autobiographie ici devient un acte d'entrer en relation avec l'autre. » (Adge Tanoh Linda Danielle Épse Bah).
Mais L’Autre fille n’est pas seulement un récit de soi : c’est aussi une réflexion sur l’écriture moderne. En effet, selon Bernard Desportes, l’écriture d’Annie Ernaux naît d’un paradoxe : si le moteur de l’écriture de L’Autre fille est la mort de la sœur d’Annie Ernaux (« Je n’écris pas parce que tu es morte. Tu es morte pour que j’écrive, ça fait une grande différence »), l’écrivaine fait également face à l’impossibilité de dire sa sœur (« T’écrire, ce n’est rien d’autre que faire le tour de ton absence. »), qui devient l’expression de « l’anti- langage ». Or c’est précisément en cela que ce récit constitue une réflexion autour de l’écriture moderne, puisque ce paradoxe est au fondement même de sa dynamique : la naissance d’une langue propre (la langue de l’auteur) face à l’incapacité du langage commun à tout dire et la nécessité d’écrire.

## Accueil
L'accueil de la critique littéraire française a été favorable, cette critique trouvant ce texte, assez court, à la fois précis, intelligent, délicat, et finalement plein de vie,, ou encore, selon le journaliste du Figaro, « étincelant de beauté et de mystère ».

## Postérité
Ce texte, publié en 2011, a fait l'objet de plusieurs adaptations au théâtre : notamment en 2017 par Nadia Rémita, et en 2017-2021 par Marianne Basler et Jean-Philippe Puymartin,.
La mise en scène de Nadia Rémita (scénographie de Pierre Pannetier) met notamment en valeur des lettres, installées sur des piquets, qui dévoilent à leur dos des photos en noir et blanc de Ginette. Parmi les éléments de mise en scène, on peut également mentionner la transformation des lettres « Gentille » (en référence à une phrase que prononce la mère d'Annie Ernaux et que l'écrivaine rapporte dans L'Autre fille : « A la fin, elle a dit de toi elle était plus gentille que celle-la. Celle-la, c'est moi. ») en « Ginette » par un jeu visuel. Le jeu de l'actrice Laurence Mongeaud, incarnant Annie Ernaux dans tous les âges de sa vie, quoique parfois « un peu lisse », est décrit par Franceinfo comme prenant « toute sa justesse et son ampleur quand elle fait surgir la colère, la souffrance, le désarroi de celle qui a été, douloureusement mais avec une force de vie incroyable, L'Autre fille ».
Article "Annie Ernaux, première Française prix nobel de la littérature", Le Figaro : 
Cet article, provient du journal nommé “Le Figaro”, il a été publié le 6 octobre 2022, par Alice Delay et Thierry Clermont. Le titre de cet article est “Annie Ernaux, première Française prix Nobel de littérature.” Le Figaro se posait cette question «Après Le Clézio en 2008 et Modiano en 2014, les jurés de l'Académie suédoise vont-ils encore couronner un écrivain français en 2022 ?».Après le Prix Nobel décerné à Patrick Modiano en 2014, c’est désormais Annie Ernaux, qui l’emporte en 2022. D’après Le Figaro, Annie Ernaux considère cette récompense comme un «très grand honneur» et une «responsabilité». «C'est-à-dire de témoigner (...) d'une forme de justesse, de justice, par rapport au monde». D’après le Figaro, Annie Ernaux a été la “la dix-septième femme sur les 114 prix Nobel de littérature qui ont été remis depuis 1901.“ Emmanuel Macron a exprimé sa gratitude envers Annie Ernaux, qui est pour lui la voix “de la liberté des femmes et des oubliés du siècle”. Le Figaro, mentionne que cette romancière “s'est assombri, mettant à nu des zones sombres de ses années passées”, notamment en faisant un livre autobiographique, sur le décès de sa sœur âgée de 6 ans,qu’elle n’avait pas connu.
Article "Pourquoi ça marche/Annie Ernaux/Peine de Soeur", Libération :
Cet article provient du journal nommé “Libération”, il a été publié le 2 juin 2011 et écrit par Eric Loret. Le titre de cet article est “Pourquoi ça marche/ Annie Ernaux/Peine de Soeur”. En effet, Libération nous rappelle que ce livre est “un livre petit et court”. Il nous rappelle que l'on ne quitte pas la mythologie de l'enfance en lisant ce livre. Annie Ernaux, en parlant de sa sœur et ce qui s’est passé dit, “En 2003, dans mon journal, revoyant la scène du récit: Je ne suis pas gentille comme elle, je suis exclue. Donc je ne serai pas dans l’amour, mais dans la solitude et l’intelligence?” . Elle parle également de son écriture en disant “L’écriture plate me vient naturellement celle-là même que j’utilisais en écrivant à mes parents pour leur dire les nouvelles essentielles” qui est écrit en gros sur la page du journal. Il qualifie la littérature de cet œuvre, comme une “littérature de perte et de manque” et il dit également que “L’Autre fille ne fonctionne pas autrement”. Dans cet article, il cite énormément des citations du livre, vous pouvez les consulter si vous avez de la curiosité.
Article "L’autre fille de Annie Ernaux, avis du ELLE", ELLE :
Cet article provient du journal nommé “Elle”, il a été publié le 24 Mars 2011 et rédigé par Olivia de Lamberterie, le titre de cet article est “L’autre fille de Annie Ernaux, avis du ELLE”. L’avis donné par “Elle” est la manière dont l'auteure explore le poids du silence familial, la mémoire et l’identité, à travers une lettre adressée à sa sœur, décédée avant sa naissance. Ces critiques soulignent la force d’écriture d’Ernaux qui, de manière simple, aborde le vide laissé par cette sœur absente, ainsi que l’impact de ce secret sur sa propre construction personnelle. L’avis se conclut par une comparaison à une lettre de Nicolas d'Estienne d'Orves, destiné à un ami suicidé, texte qui se compare à l'œuvre d’Annie Ernaux pour “son texte très personnel et totalement universel”.